# Shibano Ritsuzan

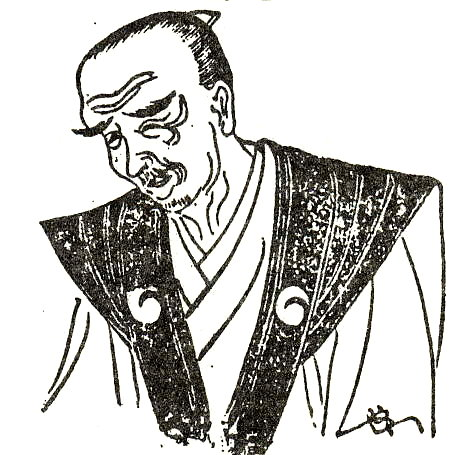
Shibano Ritsuzan

Shibano Ritsuzan (japanisch 柴野 栗山; geboren 1736 in Mure (Provinz Sanuki); gestorben 29. Dezember 1807) war ein japanischer Konfuzianer, der bekannteste der „Drei Gelehrten der Kansei-Ära“.

## Leben und Wirken
Shibano Ritsuzan war der älteste Sohn von Shibano Heizaemon (柴野 平左衛門). Als Jugendlicher studierte er bei Gotō Shizan (後藤 芝山; 1721–1782) aus dem Takamatsu-Clan. Im Alter von 18 Jahren (1753) ging er nach Edo und wurde ein Schüler von Hayashi Ryukō (林 榴岡; 1681–1758) und verbrachte mehr als zehn Jahre dessen Lehranstalt „Shōheizaka gakumonjo“ (昌平坂学問所). Im Alter von 30 Jahren verließ er Edo und verbrachte einige Zeit in Kyōto, wo er mit vielen Literaten und Gelehrten verkehrte.
Ab seinem 32. Lebensjahr diente Shibano als konfuzianischer Gelehrter der Daimyō-Familie Hachizuka, die die Tokushima-Domäne in der Provinz Awa regierte. Im Alter von 36 Jahren eröffnete er eine Nachhilfeschule am Stadtteil Horikawa von Kyōto, wo er Kunst unterrichtete. 1788, im Alter von 53 Jahren, wurde er nach Edo berufen und wurde Konfuzianer des Shogunats, Ausbilder an der kurz „Shōheikō“ (昌平黌) genannten Einrichtung, wobei er hart  an der Reform der Schulverwaltung arbeitete.
Es wird vermutet, dass Shibano Matsudaira Sadanobu (1759–1829), einem hochrangigen Ratsmitglied des Shogunats, empfahl, sogenannte falsche Studien zu verbieten und die Cheng-Zhu-Schule zu fördern. Dieser Erlass ist als „Kansei igaku no kin“ (寛政異学の禁) in die Geschichte eingegangen. Später wurde er vom Shogunat beauftragt, alte Schreine und Tempel in der Kinai-Region (畿内) zu untersuchen und in auswärtigen Angelegenheiten Rat zu geben.
Shibano verfasste unter anderem „Kuriyama Bunshū“ (栗山文集) 5 Bände (1843) und „Kuriyamadō Shishū“ (栗山堂詩集) 4 Bände (um 1807).